# Bomolocha valvceralis
Bomolocha valvceralis là một loài bướm đêm trong họ Noctuidae.